# Isola Gregory
L'isola Gregory (in inglese Gregory Island) è una piccola isola nel Mare di Ross a breve distanza dal ghiacciaio Evans Piedmont che si trova sulla Costa di Scott nella Terra Vittoria in Antartide.

## Storia

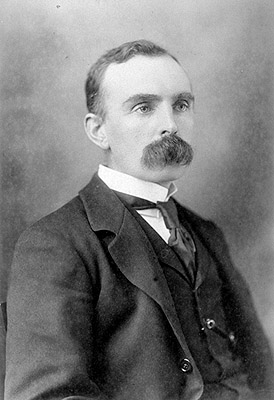
John Walter Gregory, al quale l'isola è dedicata

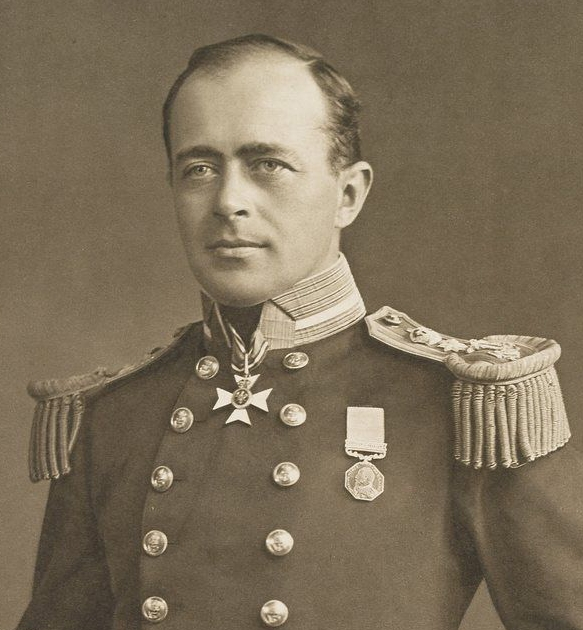
Robert Falcon Scott, a comando della spedizione che scoprì l'isola

La spedizione Discovery, la prima missione esplorativa britannica diretta verso le regioni antartiche, fu guidata dall'esploratore polare britannico Robert Falcon Scott. Giunse al largo della costa orientale della Terra Vittoria, circa a 2,5 miglia a nord est di Capo Archer nel 1901 e scoprì questa piccola isola che all'inizio venne scambiata per un promontorio.
Quando la spedizione Discovery guidata da Robert Falcon Scott la scoprì si pensò fosse un promontorio che venne chiamato Gregory Point, in onore di John Walter Gregory, geologo scozzese che aveva preso parte alle fasi preparatorie della missione anche se poi non vi prese parte. Fu solo durante la spedizione Terra Nova, sempre guidata da Scott e che venne realizzata circa dieci anni più tardi che l'errore fu riconosciuto e il nome fu modificato diventando così Gregory Island.

## Geografia
Si tratta di una piccola isola situata vicino alla costa, circa 2 miglia a nord-est di Cape Archer, al largo della Terra Vittoria. L'isola libera dai ghiacci è lunga circa 1,2 km e larga fino a 0,8 km.
Le stazioni scientifiche permanenti più vicine sono Base Scott (Nuova Zelanda) e Stazione McMurdo (USA) situate a circa 150 km a sud-est sulla penisola di Hut Point, Isola di Ross.

## Conservazione
L'intera isola è stata designata come Important Bird and Biodiversity Area da BirdLife International perché ospita una colonia di stercorari di McCormick. Si stima vi fossero, nel 1983, circa 120 coppie riproduttive.